# Бжоза (Торуньский повет)
Бжоза (пол. Brzoza) — село в гмине Велька-Нешавка Торуньского повета Куявско-Поморского воеводства в центральной части севера Польши.
Бжоза расположена в низине, на левом берегу Вислы, чем обусловлены частые наводнения села, а также включение его территории в природоохранную зону долины Нижней Вислы. Помимо этого, в границах самого села находятся несколько объектов, которым был присвоен статус памятников природы, среди них: три дерева-долгожителя и болото, являющееся естественной средой обитания редких или охраняемых видов флоры и фауны.

## Население
| 1880 | 1998 | 2002 | 2009 | 2011 | 2021 |
| ---- | ---- | ---- | ---- | ---- | ---- |
| 134  | ↗157 | ↘140 | ↗156 | ↘155 | ↘135 |